# تلمبه عشایری حسن حاجی
تلمبه عشایری حسن حاجی روستایی در دهستان گلستان بخش گلستان شهرستان سیرجان استان کرمان ایران است.

## جمعیت
بر پایه سرشماری عمومی نفوس و مسکن در سال ۱۳۹۵ جمعیت این مکان ۷۱ نفر (۲۴خانوار) بوده‌است.